# حديقة جيتشانغ
حديقة جيتشانغ (بالصينية: 寄畅园)، تقع الحديقة على الجانب الشرقي من هيشان، وتحديدًا في الضواحي الغربية من ووشي بمقاطعة جيانغسو. وتعد من الحدائق الكلاسيكية الصينية الشهيرة. مساحتها حوالي 5.2 فدان. تضم في هذه المساحة الزهور الملونة الزاهية، والأشجار الخضراء، وأشجار الصنوبر والكروم والتلال والبرك·
اسم جيتشانغ مستمد من لقب مالكها حيث أنها بنيت في عهد أسرة يوان وقد استخدمت تقنيات مختلفة خلال تصميمها؛ لتصبح من الحدائق الكلاسيكية·
تعد هذه الحديقة من الحدائق المناسبة للعائلات وتمتلك العديد من مناطق الجذب فيها: كمنتزه للأطفال والحدائق الصغيرة والقصر القديم وأماكن لتناول الطعام؛ كما تنتشر فيها بعض المحلات التجارية. وقد جهزت بمسارات للتجول ومقاعد للجلوس.